# Cyanopica cyanus
Cyanopica cyanus là một loài chim trong họ Corvidae.

## Phân loài và phân bố
Cyanopica cyanus gồm các phân loài sau
1. C. c. cyanus có nhiều ở các nước châu Á (cả vùng Nga thuộc châu Á)[3][4]
2. C. c. gili [5]
3. C. c. interposita [6][7]
4. C. c. japonica [8][9]
5. C. c. kansuensis [10][11]
6. C. c. koreensis [12][13]
7. C. c. pallescens [14][15]
8. C. c. stegmanni [16][17]
9. C. c. swinhoei [18][19]

## Hình ảnh

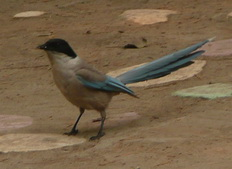
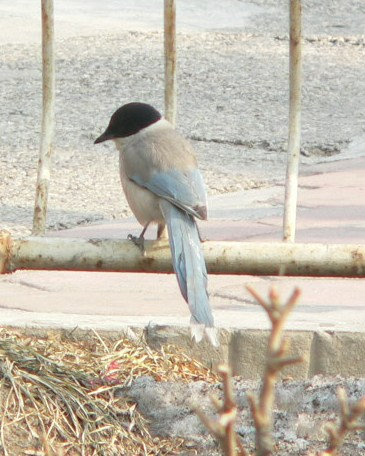
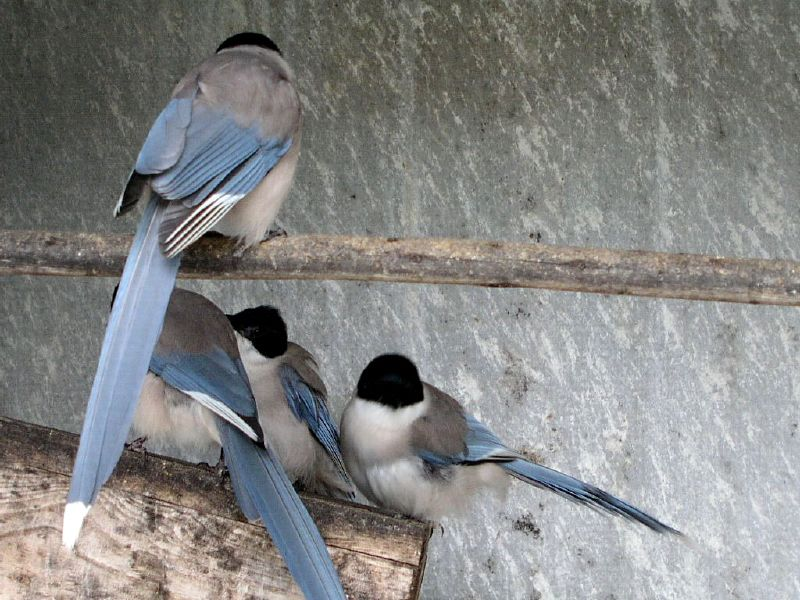
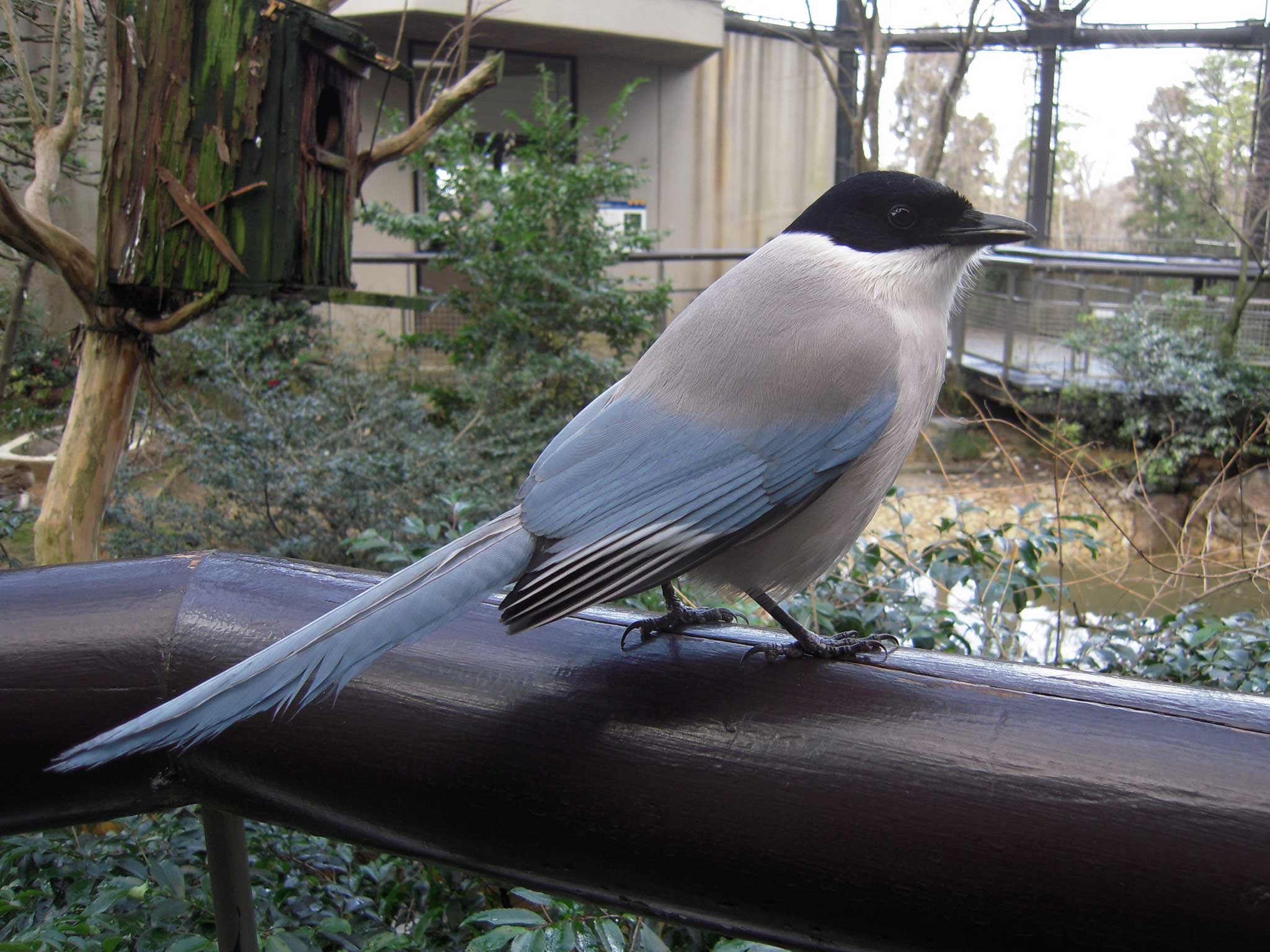
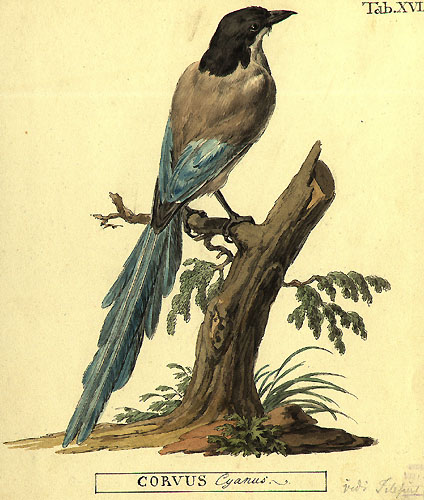